# Gilad Erdan

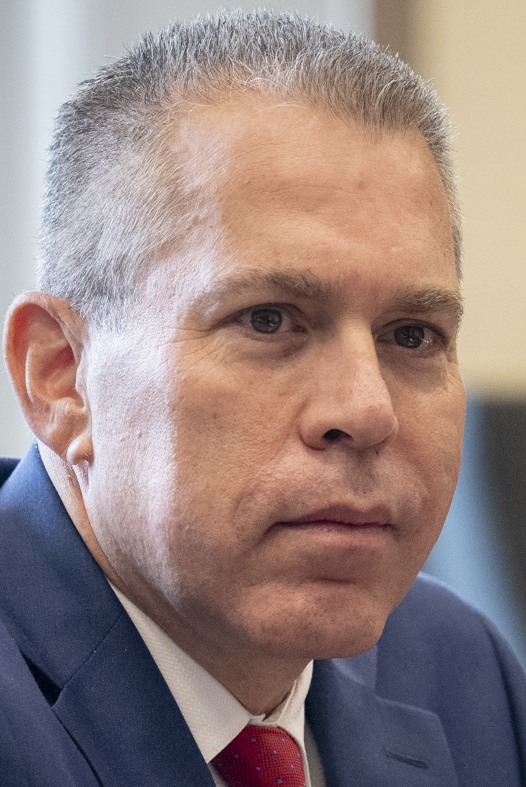
Gilad Erdan (2021)

Gilad Menashe Erdan (hebräisch גלעד מנשה אֶרְדָן, * 30. September 1970 in Aschkelon) ist ein israelischer Politiker (Likud) und Diplomat. Er ist seit 2020 Ständiger Vertreter Israels bei den Vereinten Nationen und war von Januar 2021 bis November 2021 zusätzlich israelischer Botschafter in den Vereinigten Staaten. Zuvor war er von 2003 bis 2020 Mitglied der Knesset und hatte zwischen 2009 und 2020 verschiedene Ministerämter.

## Leben

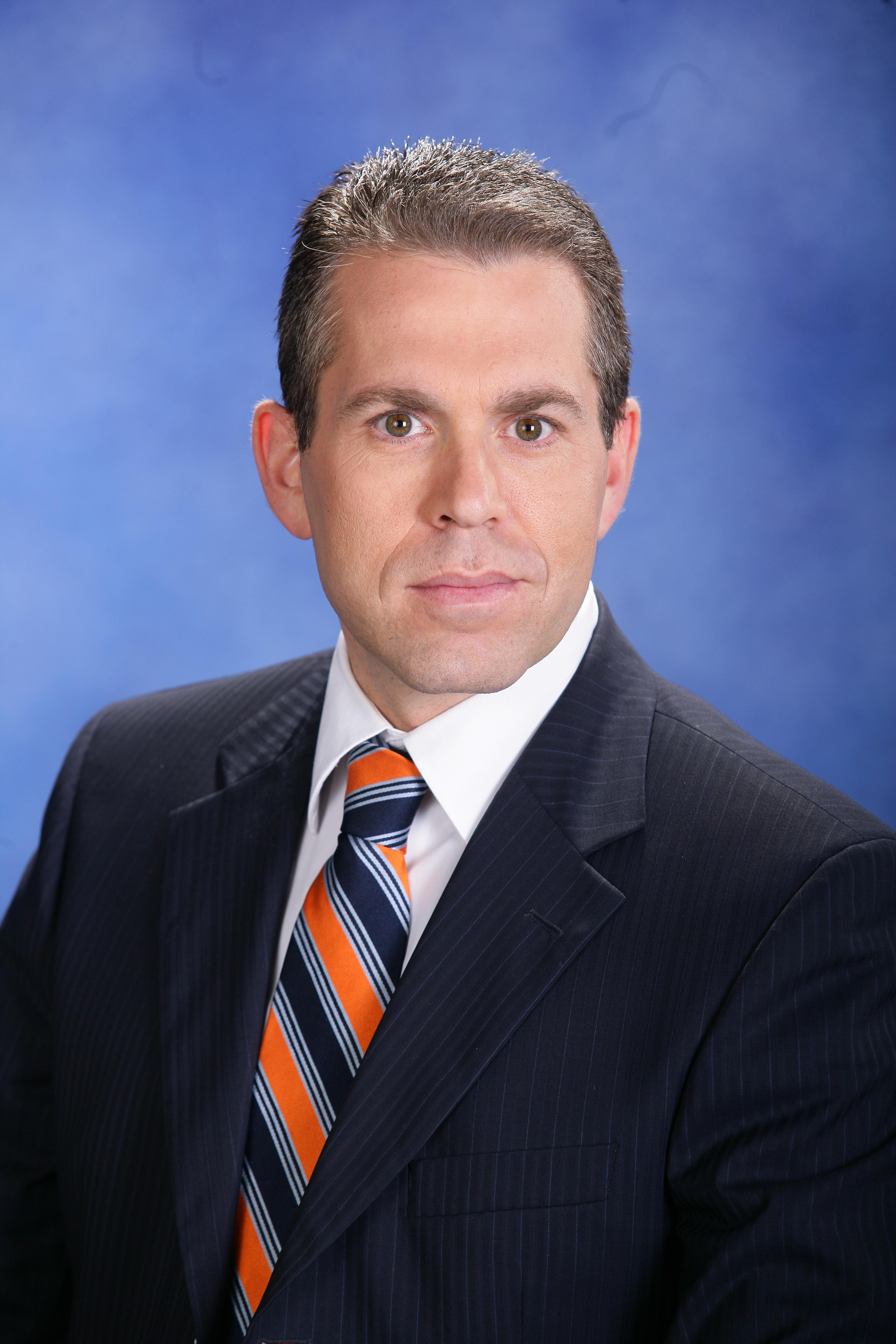
Erdan im Jahr 2007

Erdan stammt aus einer modern-orthodoxen Familie. Seine Familie stammt aus dem rumänischen und ungarischen Judentum. Während seines Wehrdienstes bei den Israelischen Verteidigungsstreitkräften erlangte er den Rang eines Hauptmanns. Danach studierte er Jura an der Bar-Ilan-Universität, erhielt den Bachelor of Laws und begann 1999 als Rechtsanwalt zu arbeiten.
Als Student nahm Erdan Mitte der 1990er-Jahre an Protesten gegen den Oslo-Friedensprozess und die damalige Regierung von Jitzchak Rabin teil. Er trat der Likud-Partei bei und wurde nach deren Wahlsieg 1996 Mitarbeiter des Ministerpräsidenten Benjamin Netanjahu. Ab 1998 war er sechs Jahre Vorsitzender der Likud-Jugendorganisation. Von 2003 bis 2020 war Erdan Knesset-Abgeordneter. Im Kabinett Netanjahu II war er von 2009 bis 2013 Umweltschutzminister. Von 2013 bis November 2014 war er Minister für Kommunikation, anschließend Innenminister im Kabinett Netanjahu III. Von Mai 2015 bis Mai 2020 (Netanjahu IV) war er Minister für Öffentliche Sicherheit sowie Minister für strategische Angelegenheiten. Im Kabinett Netanjahu V war er von Mai bis Juli 2020 Minister für regionale Kooperation.
Seit Juli 2020 ist Erdan der Ständige Vertreter Israels bei den Vereinten Nationen in New York, zusätzlich übernahm er im Januar 2021 das Amt des israelischen Botschafters in den USA. Ihm folgte im November 2021 Michael Herzog nach. Im Juni 2024 wurde bekannt, dass er sein Amt bei den Vereinten Nationen niederlegen wird, welches wieder von seinem Vorgänger Danny Danon  übernommen werden soll.
Er lebt in Aschkelon, ist verheiratet und hat vier Kinder.

## Kontroversen
Nach Unruhen auf dem Tempelberg im September 2015 forderte er den Schießbefehl gegen Steinewerfer für die israelische Polizei auf dem Tempelberg. Außerdem schlug er vor, nur noch Richter zu befördern, die harte Urteile gegen palästinensische Steinewerfer sprechen.
Im Oktober 2023 kündigte er an, einen gelben Judenstern mit der Aufschrift „Never again“ zu tragen, „bis der Sicherheitsrat die Terrorangriffe der palästinensischen Hamas verurteile“. Durch den Leiter der Yad-Vashem-Gedenkstätte, Dani Dayan, wurde ihm vorgeworfen, Erdans Handlung sei „eine Schande sowohl für die Opfer des Holocaust als auch für Israel“.